# Hòa Lễ
Hòa Lễ là một xã thuộc huyện Krông Bông, tỉnh Đắk Lắk, Việt Nam.
Xã Hòa Lễ có diện tích 98,43 km², dân số năm 1999 là 6643 người, mật độ dân số đạt 67 người/km².